# Pollanisus

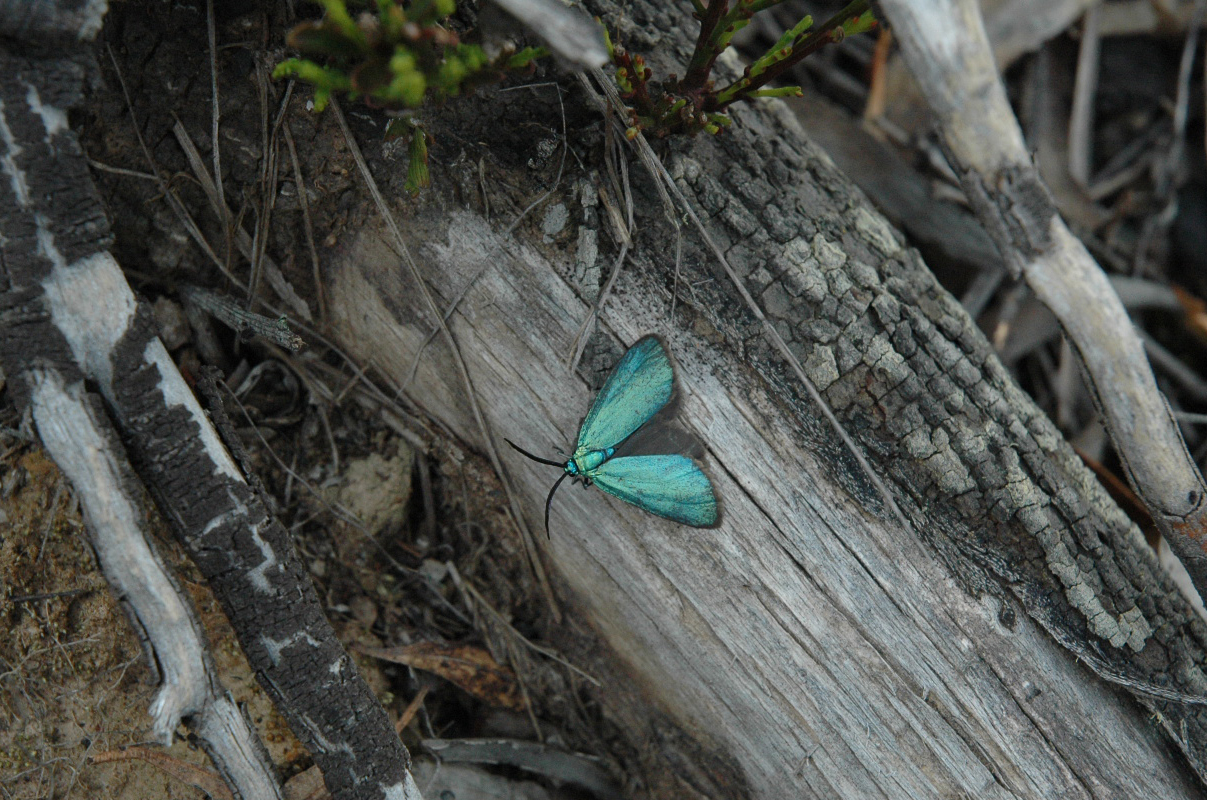
Pollanisus viridipulverulentus

Pollanisus – rodzaj motyli z rodziny kraśnikowatych i podrodziny Procridinae. Endemiczny dla Australii. Obejmuje 21 opisanych gatunków.

## Morfologia

### Owad dorosły
Motyle o ciele i skrzydłach częściowo lub całkowicie porośniętych metalicznie błyszczącymi łuskami o odcieniach niebieskim, zielonym, złocistym lub miedzianym.
Głowa ma wystające czoło, silnie rozwinięte, trójkątne chetosemy, krótki pilifer na wardze górnej, brązowego lub żółtego koloru ssawkę, drobne głaszczki szczękowe oraz krótkie i lekko ku górze odgięte głaszczki wargowe. Czułki samic są dwupiłkowane z gęsto upakowanymi ząbkami. Samce mają czułki w części nasadowej dwugrzbieniaste, a w części odsiebnej dwupiłkowane lub niezmodyfikowane, o spiczastym wierzchołku. Oprócz oczu złożonych za narządy wzroku służą białe lub czarne przyoczka.
Skrzydła są trójkątne do lekko zaokrąglonych, różnie szerokie. U samic P. calliceros jako jedynych kraśnikowatych skrzydła są zredukowane. U samca wędzidełko ma postać silnego kolca, a retinakulum dobrze wykształconego haka u podstawy żyłki subkostalnej. U samicy wędzidełko ma postać szeregu trzech kolców, a retinakulum formę sterczących ku przodowi łusek u nasady żyłki kubitalnej tylnej. Użyłkowanie skrzydła tylnego cechuje się żyłką subkostalną zespoloną na krótkim odcinku z komórką oraz scaleniem się trzeciej gałęzi żyłki medialnej z pierwszą gałęzią żyłki kubitalnej przedniej. Odnóża przedniej pary mają golenie pozbawione epifizy i ostróg. Golenie pozostałych par odnóży mają po dwie ostrogi.
Odwłok u samic ma na szczycie kępki igłowatych łusek, zwykle o kontrastowym, żółtym lub pomarańczowym ubarwieniu. Genitalia samca mają długi i wąski unkus z dwiema grupami długich szczecinek u nasady, słabo zesklerotyzowane tegumen i winkulum, dobrze wykształcony, owalny i zaopatrzony w długie szczecinki pulwinus oraz zaokrągloną u podstawy i grzbietowo przechodzącą w wąski, pośrodkowy wyrostek jukstę. Smukła, wachlarzowata walwa ma przezroczystą część środkową, silniej zesklerotyzowane brzegi grzbietowy i brzuszny oraz dobrze wykształcony, opatrzony długimi szczecinkami sakulus. Dwupłatowa wezyka przysadzistego edeagusa dysponuje długim, smukłym i prawie prostym cierniem, grupką igłowatych kolców, a czasem ponadto płytką boczną. Narządy rozrodcze samicy są przejrzyste, o niezesklerotyzwonym ostium i przewodzie torebki kopulacyjnej. Przewód ów rozszerza się w służącą przechowywaniu spermatoforu, dobrze rozwiniętą, zaopatrzoną w boczny wyrostek prebursę. Prebursę łączy z korpusem torebki kopulacyjnej ductus intrabursalis. W prebursie przy jego wlocie znajduje się cierniowata, hakowata lub ząbkowana struktura, służąca rozrywaniu spermatoforu przed wpuszczeniem plemników przewodem do zredukowanego korpusu. Przy owiporze brak jest gruczołów Peteresena lub ich homologów.

### Larwa
Gąsienice mają ciało jaskrawo ubarwione. Zaopatrzone są w dwie pary gruczołów bocznych, jedną na drugim segmencie odwłoka, a drugą na siódmym jego segmencie.

## Ekologia i występowanie
Rodzaj endemiczny dla Australii. Większość gatunków zasiedla otwarte części buszu i wrzosowiska. Rozprzestrzenione są one w strefach klimatu umiarkowanego i na południu strefy klimatu podzwrotnikowego. Występują na południowym zachodzie Australii Zachodniej, południu Australii Południowej, Wiktorii, południowo-wschodnim Queensland, Nowej Południowej Walii i Tasmanii. P. eumetopus i gatunki pokrewne związane są jednak wyłącznie z lasami deszczowymi i rozsiedlone są wzdłuż wybrzeży Queenslandu, na północ sięgając do Cooktown.
Osobniki dorosłe aktywne są za dnia, głównie przy słonecznej pogodzie. Nocami mogą się wybudzać wabione sztucznymi źródłami światła. Odżywiają się nektarem roślin z rodziny astrowatych. Chętnie odwiedzają np. kocanki i Arctotheca calendula. Jaja składają na liściach rośliny żywicielskiej gąsienicy pojedynczo lub w małych, płaskich złożach. Po złożeniu jaja zabezpieczane są kolcowatymi, trującymi, zwykle jaskrawo ubarwionymi łuskami z końca odwłoka samicy. Gąsienice większości gatunków żerują na ukęślowcach, w tym na rodzajach Hibbertia, strzępiec i ukęśla. U pojedynczych gatunków stwierdzono jednak żerowanie na Kennedia rubicunda z rodziny bobowatych oraz Pipturus argenteus z rodziny pokrzywowatych. Przepoczwarczenie następuje w oprzędzie umieszczonym na roślinie żywicielskiej, w ściółce lub na powierzchni gleby.

## Taksonomia
Takson ten wprowadzony został w 1854 roku przez Francisa Walkera. W 1892 roku William Forsell Kirby wyznaczył Procris viridipulverulenta jego gatunkiem typowym. Heinrich E.K. Jordan umieścił ów rodzaj w 1907 roku w Chalcosiinae, Burchard Alberti w 1954 roku w Procridini, a Gerhard Tarmann w 2004 roku w Artonini. Tarmann dokonał również współczesnej rewizji rodzaju.
Do rodzaju tego zalicza się 21 opisanych gatunków:

- Pollanisus acharon (Fabricius, 1775)
- Pollanisus angustifrons Tarmann, 2005
- Pollanisus apicalis (Walker, 1854)
- Pollanisus calliceros Turner, 1926
- Pollanisus commoni Tarmann, 2005
- Pollanisus contrastus Tarmann, 2005
- Pollanisus cupreus Walker, 1854
- Pollanisus cyanota (Meyrick, 1886)
- Pollanisus edwardsi Tarmann, 2005
- Pollanisus empyrea (Meyrick, 1888)
- Pollanisus eumetopus Turner, 1926
- Pollanisus eungellae Tarmann, 2005
- Pollanisus incertus Tarmann, 2005
- Pollanisus isolatus Tarmann, 2005
- Pollanisus lithopastus Turner, 1926
- Pollanisus marriotti Kallies & Mollet, 2011
- Pollanisus modestus Tarmann, 2005
- Pollanisus nielseni Tarmann, 2005
- Pollanisus subdolosa (Walker, 1865)
- Pollanisus trimacula (Walker, 1854)
- Pollanisus viridipulverulenta (Guérin-Méneville, 1839)